# Melobasina
Melobasina es un género de escarabajos barrenadores metálicos del orden Coleoptera.

## Especies
- Melobasina apicalis Kerremans, 1900
- Melobasina fossicollis (Kerremans, 1906)
- Melobasina riedeli Kuban y Bily, 2010
- Melobasina solomonensis (Thery, 1937)
- Melobasina suturalis (Deyrolle, 1864)